# اسید نوکلئیک پپتید

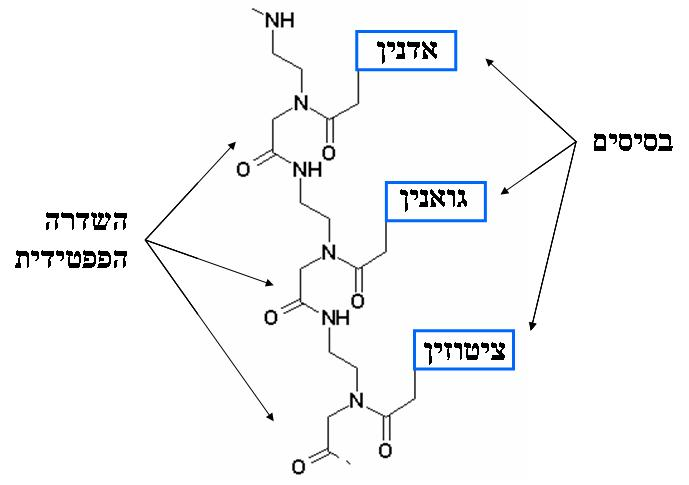
اسید نوکلئیک پپتید

اسید نوکلئیک پپتید (به انگلیسی: Peptide nucleic acid) یا PNA، یک مولکول کاملاً مصنوعی است که به عنوان یک آنالوگ DNA در مهندسی ژنتیک استفاده می‌شود. PNA دقیقاً همان چیزی است که نام آن نشان می‌دهد و شامل یک ستون فقرات پلی پپتیدی با پایه‌های اسید نوکلئیک است که به عنوان زنجیره‌های جانبی متصل شده‌اند. توجه داشته باشید که ستون فقرات پلی پپتیدی PNA با پروتئین‌های طبیعی یکسان نیست. PNAها به جای حلقه ریبوز یا دئو کسی ریبوز دارای ۲- آمینو اتیل گلیسین (AEG) هستند بنابراین به جای پیوند فسفو دی استر از طریق پیوند آمیدی (یا پپتیدی) به هم متصل می‌شوند. مزیت اصلی PNAها این است که به راحتی توسط نوکلئازها و پروتئازها شناسایی نمی‌شوند. هیبریدهای PNA / DNA و PNA / RNA قویتر از DNA / DNA بوده و با اتصال به اسید نوکلئیک هدف (پروموتر یا mRNA هدف) سبب کاهش بیان ژن می‌شوند. از PNAها همچنین در روشهای سادرن بلات، نورترن بلات و FISH استفاده می‌گردد.

## پیوند
ویکی‌پدیا انگلیسی